# پابلو نرودا
ریکاردو الیسر نفتالی ریس باسوآلتو (به اسپانیایی: Ricardo Eliecer Neftalí Reyes Basoalto) با نام مستعار پابلو نرودا (به اسپانیایی: Pablo Neruda) (زادهٔ ۱۲ ژوئیه ۱۹۰۴ – درگذشتهٔ ۲۳ سپتامبر ۱۹۷۳) دیپلمات، سناتور و شاعر نوگرای شیلیایی و برنده جایزه نوبل ادبیات می‌باشد. وی نام مستعار خود را از یان نرودا شاعر اهل چک انتخاب کرده بود.
سروده‌های وی در غالب سونت از اهمیت بالایی برخوردار است و بیشتر آثار او را تشکیل می‌دهند.

## نام
نام اصلی او «نفتالی ریکاردو الیسر ریه‌س باسوآلتو» بود. نخستین شعر او در سال ۱۹۳۱ به نام مستعار «پاپلو نرودا» انتشار یافت. این تغییر نام به خاطر مخالفت پدرش با شعر و به عنوان تقدیر از شاعر چک «یان نرودا» که بسیار مورد احترام او بود صورت گرفت. بعدها «پابلو نرودا» نام رسمی او شد.

## زندگی

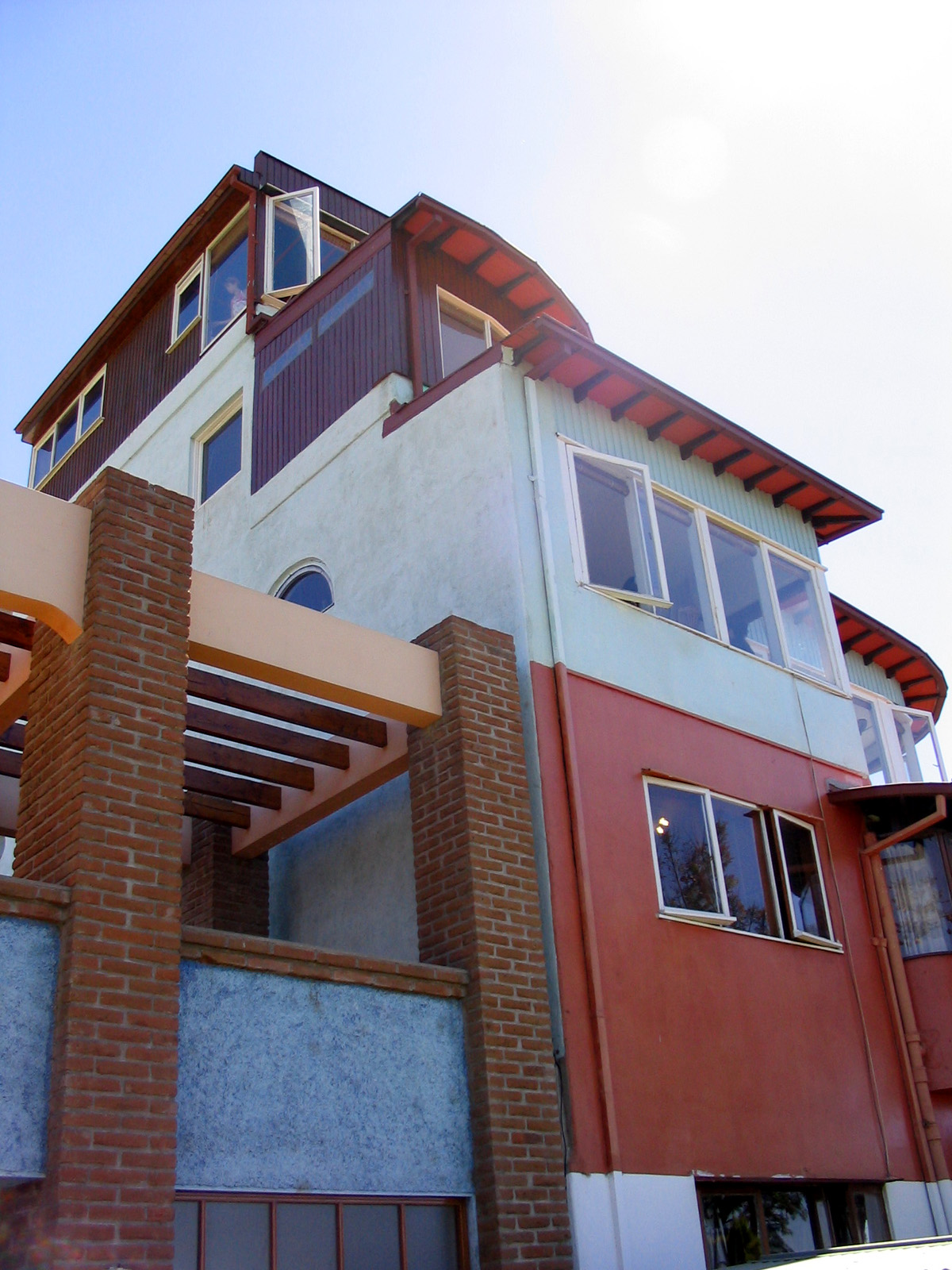
خانه نرودا در والپارایسو

او در شهر پارل در ۴۰۰ کیلومتری جنوب سانتیاگو به دنیا آمد. پدرش کارمند راه‌آهن و مادرش معلم بود. هنگامی که دوماهه بود مادرش درگذشت و او همراه پدرش در شهر تموکو ساکن شدند. نرودا از کودکی به نوشتن مشتاق بود و برخلاف میل پدرش با تشویق اطرافیان روبرو می‌شد. یکی از مشوقان او گابریلا میسترال بود که خود بعدها برنده جایزه نوبل ادبیات شد. نخستین مقاله نرودا وقتی که شانزده سال داشت در یک روزنامه محلی چاپ شد.

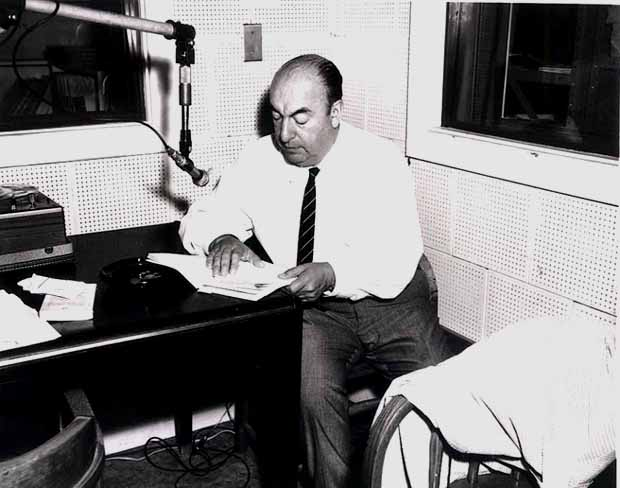
پابلو نرودا در حال خواندن شعرهایش برای ضبط در کتابخانه کنگره آمریکا در سال ۱۹۶۶

با رفتن به دانشگاه شیلی در سانتیاگو و انتشار مجموعه‌های شعرش شهرت او بیشتر شد و با شاعران و نویسندگان دیگر آشنا شد. از سال ۱۹۲۷ نرودا وارد کادر دیپلمات شد و مدتی به عنوان کارمند دولت شیلی به برمه و اندونزی رفت و به مشاغل دیگر نیز پرداخت. بعد مأمور به کنسولگری شیلی در بارسلون و بعد کنسول شیلی در مادرید شد. در همین دوره جنگ داخلی اسپانیا درگرفت. نرودا در جریان این جنگ بسیار به سیاست پرداخت و هوادار کمونیسم شد. در همین دوره با فدریکو گارسیا لورکا دوست شد و مجله «اسب سبز برای شعر» را تأسیس نمود و پس از اعدام لورکا (۱۹۳۶) در جرگه مخالفان فرانکو درآمد و یکی از معروف‌ترین آثارش در سال ۱۹۳۷ به وجود آورد.
پس از پیروزی فرانکو نرودا کنسول شیلی در پاریس شد و به انتقال پناهندگان جنگ اسپانیا به فرانسه کمک کرد. بعد از پاریس به مکزیکو سیتی رفت. در آنجا با پناه دادن به نقاش مکزیکی داوید آلفارو سیکه‌ایروس که مظنون به شرکت در قتل تروتسکی بود، در معرض انتقاد قرار گرفت.
در ۱۹۴۳ به شیلی بازگشت و پس از آن سفری به پرو کرد و بازدید از خرابه‌های ماچو پیچو بر او اثر کرد و شعری در این باره سرود.
در ۱۹۴۵ به عنوان سناتوری کمونیست در سنای شیلی مشغول شد و چهار ماه بعد رسماً عضو حزب کمونیست شیلی شد. در ۱۹۴۶ پس از شروع سرکوبی مبارزات کارگری و حزب کمونیست او سخنرانی تندی بر ضد حکومت کرد و پس از آن مدتی مخفی زندگی کرد. در سال ۱۹۴۹ با اسب از مرز به آرژانتین گریخت.
یکی از دوستان او در بوئنوس آیرس شاعر و نویسنده گواتمالایی میگل آنخل آستوریاس، برنده بعدی جایزه نوبل ادبیات بود. نرودا که شباهتی به آستوریاس داشت با گذرنامه او به پاریس سفر کرد. پس از آن به بسیاری کشورها سفر کرد و مدتی نیز در مکزیک به‌سر برد. در همین دوره شعر بلند آواز مردمان را سرود.
در دهه ۱۹۵۰ به شیلی بازگشت. در سال ۱۹۵۰ به دریافت جایزه استالین نائل شد و از چندین دانشگاه از جمله دانشگاه آکسفورد درجه دکترای افتخاری گرفت. در دهه ۱۹۶۰ به انتقاد شدید از سیاست‌های آمریکا و جنگ ویتنام پرداخت. در ۱۹۶۶ در کنفرانس انجمن بین‌المللی قلم در نیویورک شرکت کرد. دولت آمریکا به دلیل کمونیست بودن از دادن روادید به او خودداری می‌کرد ولی با کوشش نویسندگان آمریکایی، به ویژه آرتور میلر، در آخر به او ویزا دادند.
در ۱۹۷۰ نام او به عنوان نامزد ریاست جمهوری مطرح بود اما او از سالوادور آلنده حمایت کرد. وی نهایتاً در ۱۹۷۱ برنده جایزه نوبل ادبیات شد.

### جایزه نوبل ادبی
بارها نام نرودا به عنوان برنده احتمالی جایزه نوبل ادبیات به میان آمده بود ولی همکاری وی با حزب کمونیست به نامزدی او برای دریافت این جایزه لطمه شدیدی وارد کرد. نهایتاً آکادمی سوئد که هیئت داوران جایزه ادبیات نوبل را تشکیل می‌دهد شاعر و نویسنده شیلی پابلو نرودا را برنده جایزه ادبیات ۱۹۷۱ اعلام کرد. پابلو که در آن زمان سفیر کبیر شیلی در فرانسه بود جایزه خود را که در آن سال بالغ بر هفتصد هزار تومان بود را ضمن مراسمی که در کلیسای فیلادلفیا در در استکهلم برپا شد از دست گوستاو آدلف پادشاه سوئد دریافت کرد. نرودا پس از اطلاع از دریافت جایزه نوبل به خبرنگاران گفت: 
"به نظر می‌رسد که من به دریافت جایزه نوبل ادبیات نائل شده‌ام. می‌دانید ما شعرا، همیشه منتظر معجزه هستیم و اینک معجزه روی داده است ولی وقتی که می‌بینم این جایزه نصیبم شده است احساس می‌کنم که چیزی از دوست بزرگ خود «لویی آراگون» ربوده‌ام و این جایزه محققاً شایسته او بود."
لویی آراگون که به اتفاق چند نفر از نویسندگان فرانسوی برای شادباش گفتن به پابلو نرودا به سفارت فرانسه رفته بود نیز به خبرنگاران گفت از اینکه یکی از شاعرانی که دردنیا مورد توجه او است موفق به دریافت جایزه ادبیات نوبل شده، بسیار خوشحال است. پاپلو هنگامی که با خبرنگاران مشغول مصاحبه بود پرزیدنت آلنده با تلفن دریافت جایزه را به وی تبریک گفت.

## درگذشت

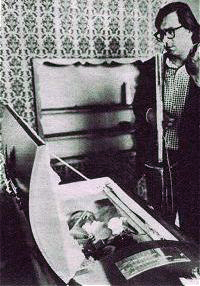
در تابوتش

در گواهی رسمی مرگ او در سال ۱۹۷۳، سرطان پروستات علت مرگ ذکر شده است. مرگ او چند روز پس از کودتای آگوستو پینوشه و کشته شدن آلنده رخ داد.
در آوریل سال ۲۰۱۳، نرودا نبش قبر شد تا روشن شود که آیا آن طور که مانوئل آرایا راننده وی و برخی دیگر احتمال می‌دهند مسموم شده است یا خیر. در آزمایش‌های انجام گرفته، ردی از سم در جنازه او پیدا نشد، اما اکنون قرار است آزمایش‌های بیشتری انجام گیرد. آقای آرایا می‌گوید پابلو نرودا که در آن زمان ۶۹ ساله بود، از بیمارستانی در سانتیاگو به او تلفن کرد و گفت که پس از تزریقی به معده‌اش، حالت تهوع دارد. عده‌ای معتقدند که پابلو نرودا مسموم شده و به قتل رسیده، زیرا او حامی سرسخت رئیس‌جمهوری سرنگون شده سالوادور آلنده بود و می‌توانست به رهبر مخالفان دیکتاتوری پینوشه بدل شود. مقامات می‌گویند آزمایش‌های جدید بر باقی‌مانده پیکر نرودا در پی یافتن عناصر و مواد سنگین یا غیر ارگانیکی است که ممکن است به صورت مستقیم یا غیر مستقیم باعث مرگ او شده باشد. تحقیقات همچنین بر کشف موادی شیمیایی متمرکز خواهد بود که باعث هر نوع آسیب به سلول‌ها یا پروتئین‌ها می‌شوند. آزمایش‌های قبلی به‌طور مشخص در پی یافتن رد و باقی مانده‌ای از سم بود.

اکنون ثابت شد که نتایج مطالعات پزشکی قانونی «پابلو نرودا» حاکی از وجود سم کلستریدیوم بوتولینوم در بدن این شاعر نامدار پیش از مرگ در سال ۱۹۷۳ است.

## آثار

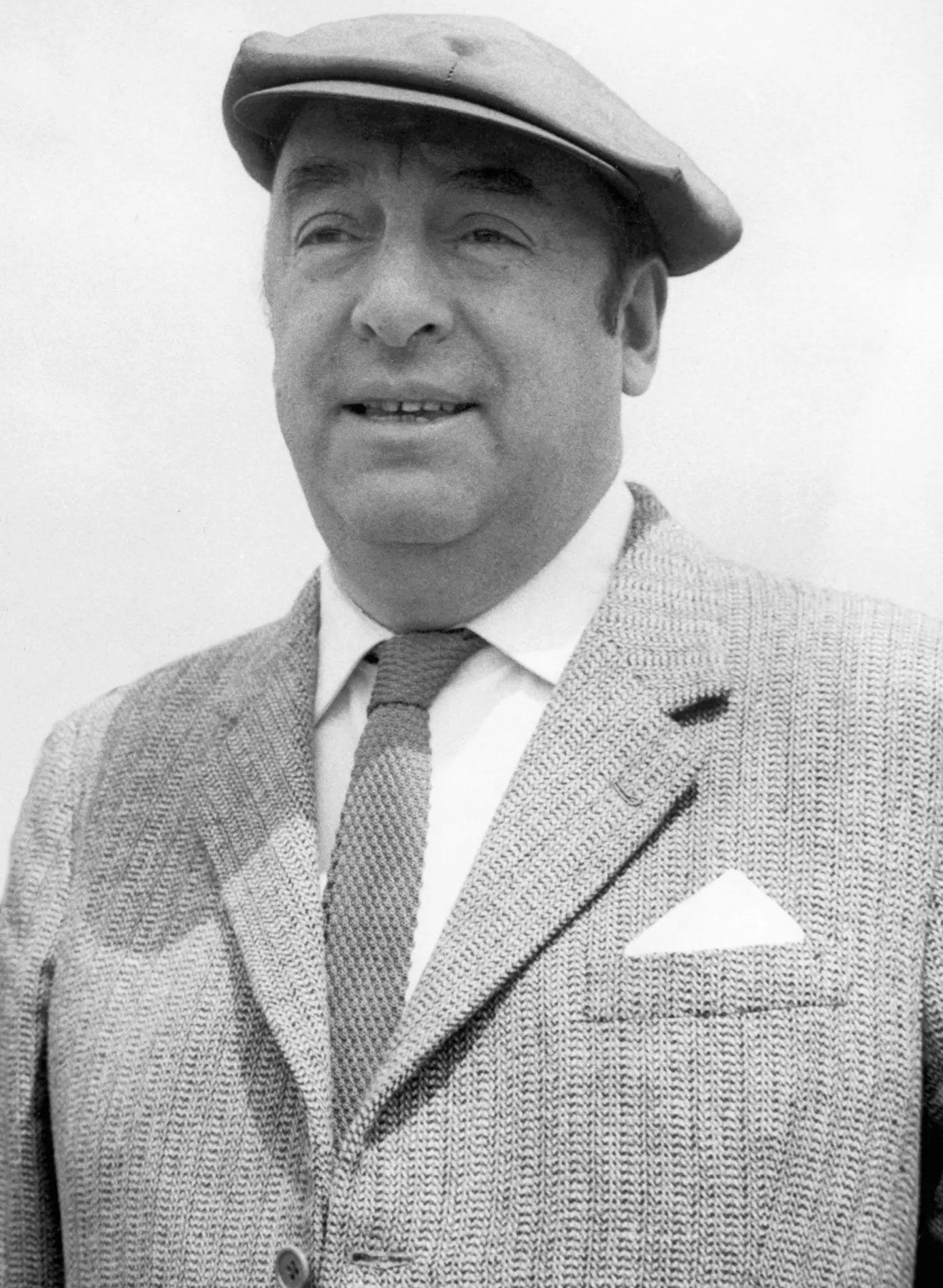

- پستچی
- من هستم
- خاطرات من
- ما بسیاریم
- اشعار تکمیلی
- اقامت بر روی زمین
- سرودهای همگانی
- بیست سرود عاشقانه و یک غم آوا
- آوای جهانی
- تاریک و روشنا
- یادبودهای جزیره سیاه

### ترجمه آثار به فارسی
- مجموعه اشعار پابلو نرودا، ترجمه سیروس شاملو، تهران،انتشارات نگاه، ۱۳۹۱.

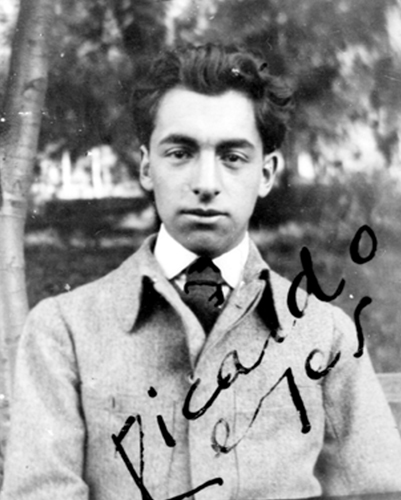
جوانی نرودا

- بلندی‌های ماچوپیچو، فرامرز سلیمانی و احمد کریمی حکاک، اصفهان: نشر زمان نو،[۴] ۱۳۶۱
- سرود اعتراض، فرامرز سلیمانی، تهران: انتشارات دماوند،[۵] ۱۳۶۱
- اسپانیا در قلب ما، فرامرز سلیمانی و احمد کریمی حکاک، تهران: انتشارات گویا،[۶] ۱۳۶۳
- انگیزهٔ نیکسون‌کشی و جشن انقلاب شیلی، فرامرز سلیمانی و احمد کریمی حکاک، تهران: نشر چشمه،[۷] ۱۳۶۴
- عاشقانه‌ها، فرامرز سلیمانی و احمد محیط، تهران: نشر یوشیج،[۸] ۱۳۶۴
- هوا را از من بگیر خنده‌ات را نه: گزینه شعر عاشقانه، احمد پوری، تهران: نشر چشمه،[۹] ۱۳۷۴
- باغ زمستان و شعرهای دیگر، اصغر مهدی زادگان، تهران: موسسه انتشارات نگاه، ۱۳۸۰
- ۲۰۰۰ و کتاب عشق و شعرهای دیگر، فرامرز سلیمانی، گرگان: آژینه،[۱۰] ۱۳۸۲
- جهان در بوسه‌های ما زاده می‌شود: گزیده‌ای از اشعار ده شاعر معاصر، یغما گلرویی، تهران: دارینوش،[۱۱] ۱۳۸۲
- پایان جهان، فرهاد غبرایی، تهران: انتشارات نیلوفر،[۱۲] ۱۳۸۸
- پرسشها (ترجمه اشعار پابلو نرودا) مهناز بدیهیان – ۲۰۰۳
- از خودت برایم بگو، ۵۲ قطعهٔ عاشقانه از پابلو نرودا، بابک زمانی، با همکاری ۱۷ عکاس برجسته ایرانی، نشر کتاب کوله پشتی ۱۳۹۴
- نرودا، ترجمهٔ بیژن الهی، نشر بیدگل
- بر بلندای عصری نادان و غم‌گزای، جُنگ شعر جهان، ترجمه سهند آقایی، تهران: انتشارات ثالث.

## پی‌نوشت
1. 1 2 3 4 5 6  «پابلو نرودا جایزه ادبی نوبل را ربود». ش. ۱۳۶۲۹. تهران: روزنامه اطلاعات. موسسه اطلاعات. ۱ آبان ۱۳۵۰. ص. ۲.
2. ↑  «تحقیقات تازه برای یافتن علت مرگ نرودا». ب بی سی فارسی.
3. ↑  «کشف راز قتل «پابلو نرودا» پس از ۵۰ سال». عصر ایران.
4. ↑  «صفحهٔ جزئیات کتاب در پایگاه اطلاع‌رسانی کتابخانهٔ ملی جمهوری اسلامی ایران». بایگانی‌شده از اصلی در ۱ نوامبر ۲۰۱۲. دریافت‌شده در ۲۴ سپتامبر ۲۰۱۱.
5. ↑  «صفحهٔ جزئیات کتاب در پایگاه اطلاع‌رسانی کتابخانهٔ ملی جمهوری اسلامی ایران». بایگانی‌شده از اصلی در ۱۵ اوت ۲۰۲۰. دریافت‌شده در ۲۴ سپتامبر ۲۰۱۱.
6. ↑  «صفحهٔ جزئیات کتاب در پایگاه اطلاع‌رسانی کتابخانهٔ ملی جمهوری اسلامی ایران». بایگانی‌شده از اصلی در ۲ نوامبر ۲۰۱۸. دریافت‌شده در ۲۴ سپتامبر ۲۰۱۱.
7. ↑  صفحهٔ جزئیات کتاب در پایگاه اطلاع‌رسانی کتابخانهٔ ملی جمهوری اسلامی ایران[پیوند مرده]
8. ↑  «صفحهٔ جزئیات کتاب در پایگاه اطلاع‌رسانی کتابخانهٔ ملی جمهوری اسلامی ایران». بایگانی‌شده از اصلی در ۳۰ سپتامبر ۲۰۲۰. دریافت‌شده در ۲۴ سپتامبر ۲۰۱۱.
9. ↑  صفحهٔ جزئیات کتاب در پایگاه اطلاع‌رسانی کتابخانهٔ ملی جمهوری اسلامی ایران[پیوند مرده]
10. ↑  «صفحهٔ جزئیات کتاب در پایگاه اطلاع‌رسانی کتابخانهٔ ملی جمهوری اسلامی ایران». بایگانی‌شده از اصلی در ۱۱ اوت ۲۰۲۰. دریافت‌شده در ۲۴ سپتامبر ۲۰۱۱.
11. ↑  صفحهٔ جزئیات کتاب در پایگاه اطلاع‌رسانی کتابخانهٔ ملی جمهوری اسلامی ایران[پیوند مرده]
12. ↑  «صفحهٔ جزئیات کتاب در پایگاه اطلاع‌رسانی کتابخانهٔ ملی جمهوری اسلامی ایران». بایگانی‌شده از اصلی در ۲ نوامبر ۲۰۱۸. دریافت‌شده در ۱۸ ژوئن ۲۰۱۳.